# Sukošan
Sukošan (olaszul: San Cassiano) falu és község Horvátországban Zára megyében. Közigazgatásilag Debeljak, Glavica és Gorica települések tartoznak hozzá.

## Fekvése
Zárától 11 km-re délkeletre Dalmácia északi részén, a Velebit-csatorna partján, a tágas Zlatna Luka-öbölben található. Ebben az öbölben található az ország egyik legnagyobb jachtkikötője, a "Marine Dalmacija" (több mint 70 hektár területtel 1200 tengeri és több mint 500 parti kikötőhellyel). Itt található a Tustica természeti komplexum, számos strand és kis kempingezőhely, régi épület, olajfaligetek és szőlőültetvények. Védett természeti értékei a szinte érintetlen Rupina- és a Zrakunjač-barlangok. Sukošannak a 424-es főúton (Gaženica – Zadar2) keresztül közvetlen összeköttetése van az A1-es autópályával, rajta halad át a 8-as számú főút a "Jadranska magistrala", melyet Adriai turistaútnak is szokás nevezni. Rajta halad át a Knin-Zára vasútvonal és határának egy részén fekszik a zárai repülőtér is.

## Története

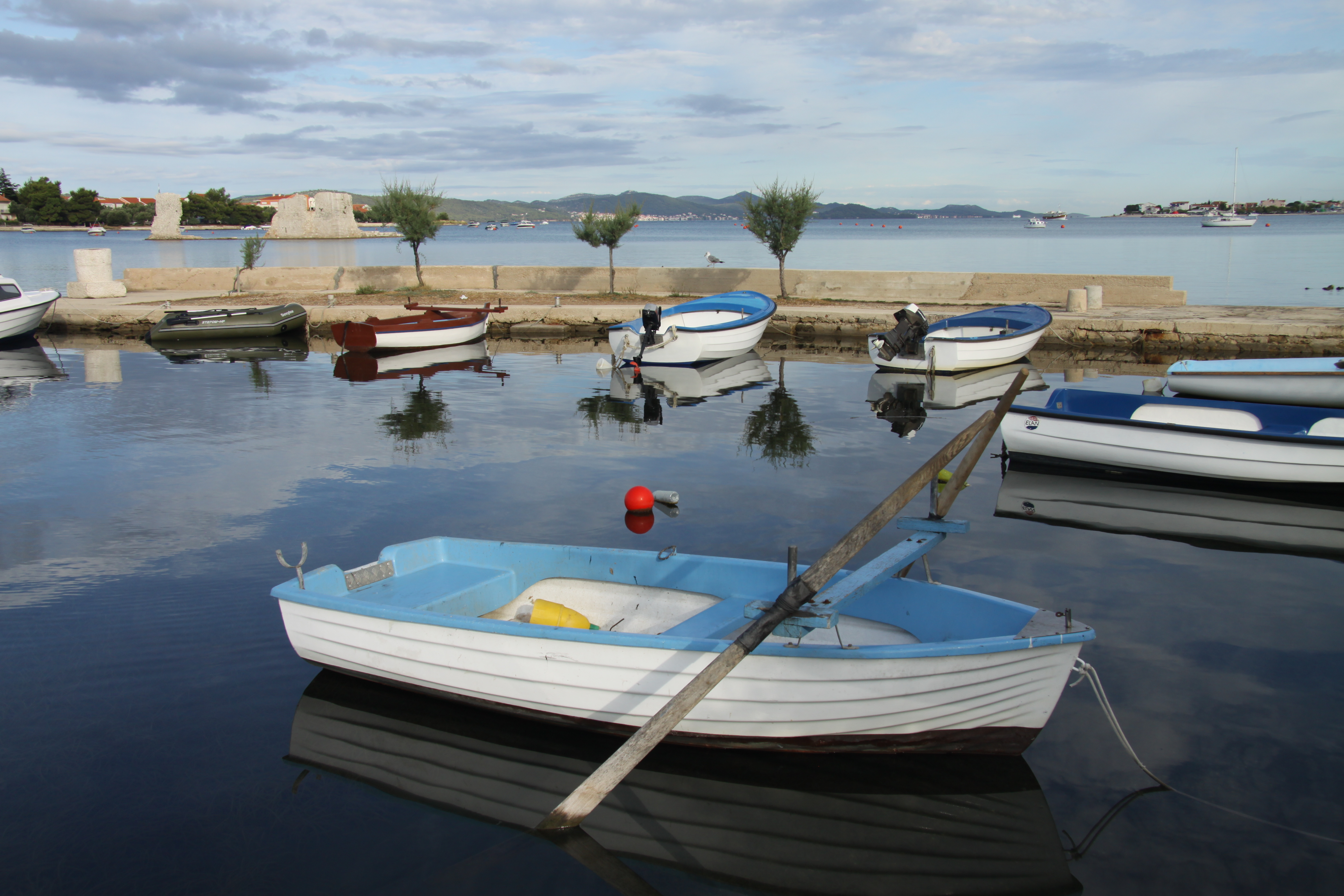
A régi érsekségi palota romjai

A Barbir nevű településrészén található római villagazdaság („villa rustica”) romjai, a római vízvezeték („Vilinski zid”) maradványai és a környékbeli települések feltárt római épületei és sírjai arról tanúskodnak, hogy Sukošan és környéke már az ókorban is lakott terület volt. A Barbir-öbölben, a Plitkovača-fok és Kažela között, 1–3,5 méter mélységben található egy ősi villa rusticához tartozó komplex kikötői létesítmény maradványa. A terület később is folyamatosan lakott volt, melyet a későbbi épületekbe beépített jellegzetesen horvát korai román művészeti motívumok, a fonott ornamentika díszítés maradványai tanúsítatnak. E terület a horvát letelepedést követően a sidgardai zsupánsághoz, később pedig Zára városához tartozott. Sukošan első írásos említése 1289-ből származik, abban a július 24-én „Sanctus Cassianus” nevű helyen megkötött szerződésben melyben egy földterület eladásáról rendelkeznek. A település nevét templomának védőszentjéről Szent Cassianusról kapta. (Ez a templom a település központjában ma is áll számos román és barokk építészeti elemmel, mai formájában a 17. században épült.) A későbbi olasz nyelvű forrásokban San Cassiano néven szerepel.
A 12. század elején Kálmán magyar király uralkodása alatt Dalmáciával együtt a Magyar Királyság része lett. 1409-ben Nápolyi László király a dalmát városokkal együtt eladta Velencének. A török veszély közeledtére a 15. század közepén a velencei hatóságok védőfalat építettek Sukošan köré és a környező falvak lakossága is ide menekült. Erről a korról tanúskodnak az 1468 és 1470 között épített védőfalak maradványai és a felső kapu a „Gornja vrata”. A sukošani öböl közepén találhatók a zárai érsekek egykori nyári palotájának ("Palac") maradványai, amelyet Matteo Valaresso érsek rendeletére építettek 1470-ben és amely egykor szintén jelentős védelmi szerepet játszott a török támadások idején. A török támadások gyakoriságáról tanúskodik egy 1482. május 29-én kelt okirat is, melyben a zárai érsekség és a nini püspökség területéhez tartozó papok (köztük a sukošani plébános) az állandó török támadások miatt megpróbálták elérni a velencei hatóságoknál a felmentést az adófizetés alól. A következőkben különösen nehéz időszakot éltek át az itt lakók, akiknek nagy részét rabságba hurcolták és magát a települést is több alkalommal fosztották ki és rombolták le. Így történt, hogy az 1527-ben végzett összeíráskor Sukošanban csak 130 lakost számláltak, míg a környező falvak teljesen néptelenek voltak. Sokan a közeli szigetekre, vagy távolabb Isztriára és Itáliába menekültek.
1631-től sok sukošani vett részt a török hátország elleni támadásokban ahol jelentős károkat okoztak. A legnagyobb haditettet 1648-ban hajtották végre, amikor Boszniára törtek, ahol több száz embert öltek meg és nagy károkat okoztak az ellenségnek. A moreai háború során (1684-1699) tett szert nagy hírnévre sukošani Vicko Raspović, a kandiai háborúban (1644-1669) pedig Stipan Sorić, akiket a híres horvát ferences költő, Andrija Kačić Miošić (1704-1760) is megénekelt. A háborús nehézségeket tovább fokozta a pestis is, melynek a sukošaniak közül csak néhány ember esett áldozatul. Ezért hálából a kapuk előtt 1650-ben felépítették az Irgalmas Boldogasszony templomot. A török veszély elmúltával a 17. század végén megkezdődött Sukošan teljes újjáépítése. A plébániatemplom is ekkor nyerte el mai formáját. A lakosság száma is gyorsan nőtt. 1797-ig a Velencei Köztársaság része volt. 1797-ben francia seregek felszámolták a Velencei Köztársaságot, és Zárát a campo formió-i béke értelmében osztrák csapatok szállták meg. 1806-ban a pozsonyi béke alapján az Első Francia Császárság Illír Tartományának része lett. 1815-ben a bécsi kongresszus újra Ausztriának adta, amely a Dalmát Királyság részeként Zárából igazgatta 1918-ig. A településnek 1857-ben 943, 1910-ben 1030 lakosa volt.
Az első világháború után a rapallói szerződés értelmében Zára a környező városokkal és településekkel (köztük Sukošannal) együtt az Olasz Királyság fennhatósága alá került. Ezzel elveszítette több évszázados központi szerepét, mert igazgatásilag Biogradhoz, egyházilag pedig a zárai érsek alárendeltségében levő šibeniki püspökséghez tartozott. Közigazgatásilag 1941. május 18-tól Zemunik község része volt. Az 1943. szeptemberi olasz kapituláció után horvát csapatok vonultak be a településre, amely ezzel visszatért Horvátországhoz. A honvédő háború elején 1991. szeptember 18-án Sukošan és Debeljak lakosai, horvát katonai és rendőri erők szinte fegyvertelenül akadályozták meg a Jugoszláv Néphadsereg tankjainak behatolását területükre, egyúttal meghiúsították az ország szárazföldi területének kettévágására irányuló kísérletet. 1992 májusában a „Jaguár” hadművelet keretében a horvát katonai és rendőri erők felszabadították a Križ nevű magaslatot, mely során a szerbek először szenvedtek el nagyobb veszteségeket a zárai térségben. 1993 januárjában a „Maslenica” hadművelet során felszabadították a zárai repülőteret a község utolsó, még szerb kézen levő részét. A harcok során tíz sukošani horvát katona és két polgári lakos esett el. Debeljeknak hat, Goricának egy háborús hőse volt. 2011-ben 3985 lakosa volt, akik főként mezőgazdasággal, állattenyésztéssel és turizmussal foglalkoztak.

## Lakosság
| Lakosság változása | Lakosság változása | Lakosság változása | Lakosság változása | Lakosság változása | Lakosság változása | Lakosság változása | Lakosság változása | Lakosság változása | Lakosság változása | Lakosság változása | Lakosság változása | Lakosság változása | Lakosság változása | Lakosság változása | Lakosság változása |
| ------------------ | ------------------ | ------------------ | ------------------ | ------------------ | ------------------ | ------------------ | ------------------ | ------------------ | ------------------ | ------------------ | ------------------ | ------------------ | ------------------ | ------------------ | ------------------ |
| 1857               | 1869               | 1880               | 1890               | 1900               | 1910               | 1921               | 1931               | 1948               | 1953               | 1961               | 1971               | 1981               | 1991               | 2001               | 2011               |
| 943                | 1.055              | 1.155              | 900                | 939                | 1.030              | 1.430              | 1.563              | 1.415              | 1.486              | 1.619              | 1.855              | 2.020              | 2.275              | 2.603              | 2.808              |

## Gazdaság
A helyi gazdaság alapját a mezőgazdaság (főként a zöldség- és gyümölcstermesztés, a szőlészet és borászat, az olajbogyótermesztés) és a turizmus képezi. A turizmus fejlődése az 1920-as években kezdődött. Nem sokkal később megnyitotta kaput a Djecji raj (Gyermekparadicsom) nevű strand, melyet főként csehek és németek látogattak. 1957-ben megalakult a környék első utazási irodája.
Ma a település apartmanjaiban, panzióiban és szállodáiban több mint háromezer férőhely van és különösen sokan veszik igénybe a kisebb autóskempingeket. A számos strand közül említésre méltó a homokos Dječji raj, a Zlatna luka és a Makarska. A település magját át meg átszövik a szűk utcácskák és sétányok. Sukošannak több élelmiszerboltja, autómosója, gyógyszertára, kozmetikai szalonja és postája van. A település központjában számos étterem és hagyományos, igazi dalmát hangulatú kocsma várja a vendégeket. Itt található az ország egyik legnagyobb jachtkikötője, a Marine Dalmacija (több mint 70 hektár területtel 1200 tengeri és több mint 500 parti kikötőhellyel). Kikötőjéből hajók indulnak a szemközti Pašman-szigetre. Lehetőség van a szörfözésre, bowlingozásra, horgászásra, búvárkodásra, kerékpártúrákra és a közeli Zrmanja folyón vadvízi evezésre is. Különösen szép a nyári időszak, amikor esténként többször rendeznek fesztiválokat.

## Nevezetességei
- A település plébániatemploma a Szent Cassianus (Sv. Kasijan) templom. Bizonyos, hogy a templom már a falu első említésének idején 1289-ben is állt, sőt a kora román építészeti elemek és szobortöredékek alapján szakemberek 9-10. századinak tartják. A templom első írásos említése 1396-ból való. Általánosan elfogadott tény, hogy falu neve is a templom védőszentjének nevéből származik. A jelenleg itt látható szép faragott kövekből épített, román és barokk stílusjegyeket viselő templom a 17. században, amint az az északnyugati kapuzat felett is olvasható 1642-ben épült. Felette befalazva az egykori oltár előfal reprezentatív oromzata – a középkori horvát művészet egyik legszebb ilyen darabja – talán 11. századi, vagy valamivel korábbi. A sekrestyében található korabeli felirat szerint a templom felszentelését a helyi születésű Šime Veleslavić plébános végezte 1674-ben. A templom egyhajós épület öt márvány oltárral. A főoltár képe a Szűzanyát ábrázolja Szent Cassianus, Szent Jeromos és Szent Simon társaságában. Mellette két oldalt Szent Cassianus és Szent Jeromos márvány szobrai Leone Botinelli munkái. A sekrestye két bejárata felett Szent Cassianus és Szent József fából faragott szobrai találhatók. A mellékoltárok Szent Péter és Pál, Szent Cirill és Metód, Jézus szíve, a Lourdes-i Szűzanya, valamint Szent Antall és Miklós tiszteletére vannak szentelve. A templom mellett álló órás harangtorony sokkal későbbi, 1910-ben építették a neves építész Ćiril Metod Iveković tervei szerint, 1970-ben bővítették. Három harang található benne.
- A zárai érsekek egykori nyári palotájának romjai a Sukošan előtti öböl közepén egy mesterségesen feltöltött szigeten állnak. A palotát 1470-ben Matheo Valaresso érsek rendeletére építették, itt tartózkodtak egykor Zára egyházi méltóságai is. A palota négyszög alaprajzú, emeletes épület volt monumentális méretekkel. A kandiai háború idején a török elleni védelmi rendszer része volt. Ma csak csekély maradványai láthatók, melyek messze nem tükrözik egykori nagyszerűségét.
- A Gornja Vrata az egykori felső várkapu 1469-ben Sukošan védőfalaival egy időben épült.
- A Szent Márton templomot 1387-ben említik először, egykor a középkori Prljana falu plébániatemploma volt. A román stílusjegyekkel rendelkező épület Kaštelin területén áll. Viharos történetét jól jellemzi, hogy többször is lerombolták. 1753-ban a Szent Márton testvériség építette újjá, majd 1912-ben megújították és újraszentelték. Végül 1976-ban újravakolták és a tetőzetét újították fel. 1991. december 17-én a szerb szabadcsapatok újra lerombolták. Sukošan védői Szent Márton védelmét kérték a viharos időkben. A templomot újjáépítették és 2005. november 11-én Szent Márton napján ünnepi szentmise keretében szentelték fel újra. Ezen a napon minden évben misét tartanak benne.
- Az Irgalmas Boldogasszony temploma[5] 1650-ben épült, a felső kapuval szemben az azonos nevű téren áll. A kandiai háború idején épült egy pestisjárvány alkalmával hálából a Szűzanyának, hogy a járvány és éhínség megkímélte a települést. A templom falában lőréseket alakítottak ki, mivel a bejárati kapuhoz való közelsége miatt az épület védelmi célokat is szolgált. A templomnak márvány oltára van, oltárképén Mária látogatása látható Erzsébetnél. Körülötte régen temető volt.
- A Szentlélek tiszteletére szentelt temploma az új temető mellett található. 1987. március 29-én szentelte fel Marijan Oblak zárai érsek. Márvány szembemiséző oltára mögött egy fa intarziás oltárkép látható, amelyen a Szűzanya gyermekével horvát szentek társaságában látható. A templomhoz kis sekrestye és harangtorony csatlakozik benne két haranggal.
- A Barbir-öbölben, a Plitkovača- és Kažela-fokok között, 1–3,5 méter mélyen, egy késő ókori villához tartozó komplex kikötői létesítmény maradványai találhatók,[2] amelyek maradványai a parttól nem messze láthatók. A létesítmény egy fő kikötőként szolgáló keleti részből és egy hullámtörő funkciót betöltő nyugati részből állt. Az alapok nagy kőtömbökből készültek. Az építménymaradványok mellett a hely cserépdarabokban is bővelkedik.

## Környékbeli Nemzeti Parkok
Sukošan közelében öt nemzeti park és két natúrpark található: a Plitvicei-tavak Nemzeti Park, a Paklenica Nemzeti Park, a Kornati Nemzeti Park, a Krka Nemzeti Park és az Északi-Velebit Nemzeti Park,és a Telašćica Natúrpark és a Vransko jezero Natúrpark.

## Oktatás
Már a 19. század elején felmerült a gondolat Sukošanban egy iskola nyitására, de ez akkor nem valósult meg. Csak 1864-ben jöhetett létre egy háromosztályos fiúiskola, ahol a plébános tanította a helyi gyerekeket olvasásra, írásra, számolásra és hittanra. Az állami népiskola 1875-ben kezdte meg működését akkor még egy erre nem megfelelő magánház területén. Az iskola mai épülete 1986-ban létesült.

## Kultúra
A legjelentősebb a település védőszentjének Szent Cassianusnak az ünnepe (augusztus 13.), amikor ünnepi szentmisét és körmenetet tartanak. További jelentős események az 1996 óta megrendezett "Trka tovarov memorijal kenje Vijole" (szamárverseny) és a 2004 óta megrendezett "Svićarenje" (éjszakai szigonyos horgászverseny). Nyaranta számos koncertet és vidám kulturális rendezvényt tartanak. Ilyenek az "Ispod kampanela" és a "Zapivajmo Kasijanu" koncertek. Egyéb kulturális rendezvények "Domovini s ljubavlju" (a horvát államiság napja), "Glazbena večer u Sv. Kasijanu" (dalest), "Dječji festival poznatih melodija" (híres dallamok gyermekfesztivál), "Folklorna večer" (folklórest), "Kreativna večer" (kreatív est), "Brudetijada", "Ribarske feštice četvrtkom" (halászfesztivál) és mások.
Farsang idején a sukošaniak mindenféle ijesztő, juhok gyapjából készített jelmezt öltenek és hamuval töltött zsákokat, kolompokat akasztanak magukra így járnak körbe a faluban. Este elégetnek egy szalmabábot, melyre előzőleg ráruházzák a falu előző évi minden baját és bánatát. Emellett még ma is őrzik a régiek egyházi ünnepekhez kötődő egyéb népszokásait is.

## Sport
Sukošanban sportközpont működik, ahol a mérkőzéseken és edzéseken kívül koncerteket és más mulatságokat tartanak. Nagyon népszerű a labdarúgás és a kispályás labdarúgás. A sportközpontban nyaranta kispályás labdarúgó tornát rendeznek. A sukošani labdarúgópálya mintegy ezer néző befogadására alkalmas. Az iskola területén is működik egy sportudvar kosárlabdapályával. Nyaranta a gyermekek számára kosárlabdatábort és tornát rendeznek. A „kod Križa” és a „Makarska” strandokon júliusban strandröplabda bajnokságot rendeznek. Jellegzetes dalmát játék a boccia, melyet itt is sokan űznek. Minden vasár- és ünnepnap összegyűlnek a férfiak a helyi bocciapályán. Sukošan területén a következő sportklubok működnek: "Sukošan" kosárlabdaklub, "Zlatna luka" labdarúgóklub, "Sukošan" kispályás labdarúgóklub, "Zlatna luka" búvárklub, "Zlatna luka" bocciaklub és a "Lostura" sporthorgászklub.

## Egyesületek
- Sukošan község önkéntes tűzoltó egylete
- "Zlatna luka" ökológiai egyesület
- Sukošan község tűzoltó véradóegyesülete
- Zárai nyugdíjasegyesület sukošani tagozata
- A honvédő háború önkénteseinek egyesülete
- "Zlatna luka" kulturális és művészeti egyesület
- "Sukošan" férfikar
- "Uzorita" női kar

## Fordítás
Ez a szócikk részben vagy egészben  a   Sukošan című horvát Wikipédia-szócikk ezen változatának fordításán alapul.  Az eredeti cikk szerkesztőit annak laptörténete sorolja fel. Ez a jelzés csupán a megfogalmazás eredetét és a szerzői jogokat jelzi, nem szolgál a cikkben szereplő információk forrásmegjelöléseként.